# Keystone Aircraft
Keystone Aircraft Corporation var en amerikansk flygplanstillverkare i Bristol Pennsylvania.
Företaget bildades som Ogdensburg Aeroway Corp 1920 av Thomas Huff och Elliot Daland. Ganska snart ändrades namnet först till Huff-Daland Aero Corp, för att senare byta bolagsform till Huff-Daland Aero Company. Fabriken blev känd för sin tillverkning av besprutningsflygplan och för de bombplan de levererade till United States Army Air Corps. 1924 anställdes James McDonnell som chefskonstruktör. McDonnell lämnade senare företaget för att starta McDonnell Aircraft Corporation.
Strax efter att Huff lämnat företaget 1924 köptes det upp av Hayden Stone & Co. De nya ägarna utökade aktiekapitalet till 1 miljon dollar och samtidigt ändrades företagets namn till Keystone Aircraft Corporation. Det slogs samman med flygplanstillverkaren Loening 1928. Hayden Stone sålde Keystone-Loening till Curtiss-Wright 1929, där det blev en av Curtiss-Wright flygplansfabriker.

## Flygplan producerade vid Keystone
- Huff-Daland TA-6, TW-5, AT-1, AT-2, spanings och skolflygplan (1923-1925)
- Huff-Daland XB-1, tvåmotorigt försöksflygplan (1927)
- Keystone B-3, tvåmotorigt försöksflygplan (1927) (1930)
- Keystone K-47 "Pathfinder" tremotorigt för en flygning över Atlanten (1927)
- Keystone K-55 "Pronto" (1928)
- Keystone-Loening K-84 "Commuter", enmotorigt dubbeldäckat amfibieflygplan (1929)
- Keystone-Loening K-85 "Air Yacht", enmotorigt dubbeldäckat amfibieflygplan (1929)
- Keystone PK-1, tvåmotorigt dubbeldäckat amfibieflygplan (1930)